# Ophion euterpe
Ophion euterpe är en stekelart som beskrevs av Ian D. Gauld 1988. Ophion euterpe ingår i släktet Ophion och familjen brokparasitsteklar. Inga underarter finns listade i Catalogue of Life.